# Thomas Sørensen
Thomas Lovendahl Sørensen (ur. 12 czerwca 1976 we Fredericii) – duński piłkarz występujący na pozycji bramkarza.
Pierwszym jego klubem było Odense Boldklub. W reprezentacji młodzieżowej Danii zadebiutował we wrześniu 1993 roku, miał wówczas 17 lat. Początkowo siedział na ławce rezerwowych, zastępując od czasu do czasu Larsa Høgha. Potem został wypożyczony do Vejle BK, gdzie w czasie sześciu miesięcy wystąpił zaledwie sześć razy. Po powrocie do swojego pierwszego klubu znowu został wypożyczony, tym razem do Svendborg fB.
Grał w tym klubie tylko jeden sezon, później został kupiony przez angielski Sunderland A.F.C. Menedżer Peter Reid zapłacił za 22-letniego Duńczyka 510 000 funtów w lipcu 1998. Thomasowi bardzo dobrze wiodło się w tym kraju, gdzie zdobył w mistrzostwo The Championship już w pierwszym sezonie pobytu w klubie oraz ustanowił rekord nie wpuszczając bramki aż w 29 meczach. Nadszedł czas na debiut w seniorskiej kadrze Danii. Nastąpiło to w listopadzie 1999 roku, zastępując kontuzjowanego Petera Schmeichela. Był rezerwowym bramkarzem na Euro 2000. Kiedy jedna z legend Manchesteru United zakończyła karierę, to właśnie Sørensen stanął między słupkami reprezentacji.
Powołany na mundial 2002 znakomicie bronił w trzech meczach, kiedy rewelacyjna w potyczkach grupowych Dania pokonała Urugwaj oraz broniących tytułu Francuzów. Puścił jednak trzy bramki w potyczce z Anglią i przez fatalną postawę defensywy, Skandynawowie pożegnali się z imprezą.
Po Mistrzostwach Świata wrócił do Anglii i zaczęły się jego problemy. Był ulubieńcem kibiców, lecz po występach w MŚ wzrosło zainteresowanie jego osobą. Otrzymał propozycje z dwóch czołowych klubów w Anglii – wspomnianego Manchesteru United oraz Arsenalu. Trener chciał za wszelką cenę go zatrzymać, lecz ten już podjął decyzje o odejściu z klubu. Wtedy przyszła oferta z Aston Villi i ostatecznie za 2,25 miliona funtów przeszedł do klubu z Villa Park. W Aston Villi bronił do końca sezonu 2007/2008. Następnie na zasadzie wolnego transferu przeszedł do beniaminka Premiership, Stoke City.
Później grał na Mistrzostwach Europy 2004. Był to jeden z najlepszych turniejów w jego karierze, ponieważ został zawodnikiem meczu, kiedy dzięki jego znakomitym interwencjom Dania zremisowała z Włochami. Po zwycięstwie z Bułgarią została jednak rozbita przez Czechów.
W swojej karierze bramkarz zaliczył 101 występów w rodzimej reprezentacji.